# Hans Ferner
Hans Ferner (* 23. Dezember 1928 in Malbergweich, Eifelkreis Bitburg-Prüm; † 3. Oktober 1982 in Alsdorf, Kreis Aachen) war leitender Angestellter und Politiker (SPD). Er gehörte vom 24. Juli 1966 bis zum 25. Juli 1970 und vom 28. Mai 1975 bis zum 3. Oktober 1982 dem Landtag von Nordrhein-Westfalen an. Hier war er u. a. als Vorsitzender des Parlamentarischen Ausschusses für Grubensicherheit bzw. Vorsitzender des Ausschusses für Grubensicherheit tätig.

## Leben und Wirken
Nach dem Besuch der Volksschule und des Gymnasiums wurde Hans Ferner als Telegrafen-Handwerker und Schlosser ausgebildet. Danach nahm er eine Tätigkeit als leitender Angestellter auf. So war er ab 1971 Betriebsdirektor für Personal- und Sozialwesen beim Eschweiler Bergwerksverein.
Hans Ferner trat 1953 der SPD bei. Zwischen 1967 und 1973 war er Mitglied im Landesausschuss der SPD. Ab 1960 war er im Unterbezirksvorstand der SPD im Kreis Aachen tätig, dessen Vorsitzender er 1980 wurde. Weiter war er Ortsvereinsvorsitzender der SPD Alsdorf-Ost und im Stadtverbandsvorstand der SPD Alsdorf. Die SPD vertrat Hans Ferner von 1958 bis 1980 im Rat der Stadt Alsdorf, weiter war er ab 1964 Kreistagsabgeordneter der SPD-Fraktion im Kreis Aachen, dessen Vorsitzender er seit 1969 bis zu seinem Tode war. Er ist Ehrenbürger der Stadt Alsdorf, der Beschluss über die Verleihung erfolgte in der Sitzung des Rates der Stadt Alsdorf am 15. Juni 1982.

## Sonstiges
Die Geschäftsstelle des SPD-Unterbezirks Aachen-Land am Willy-Brandt-Ring 1 in Alsdorf wurde nach ihm in „Hans-Ferner-Haus“ umbenannt.

## Weblink
- Hans Ferner beim Landtag Nordrhein-Westfalen